# Omba Pene Djunga
 (octobre 2012).
Si vous disposez d'ouvrages ou d'articles de référence ou si vous connaissez des sites web de qualité traitant du thème abordé ici, merci de compléter l'article en donnant les références utiles à sa vérifiabilité et en les liant à la section « Notes et références ».
Raymond Omba Pene Djunga, né le 8 avril 1938 à Katako-Kombe et mort le 26 août 2022, est un sénateur, homme d'affaires, ancien colonel congolais et une personnalité politique congolaise.

## Biographie[1]
Il fait ses études à l'École royale militaire de Bruxelles de 1960 à 1964 et l'École d'administration de 1964 à 1966.
De 1965 à 1969 il assume les fonctions de secrétaire de cabinet à la présidence la République sous le régime de Mobutu.
De 1969 à 1970 il devient administrateur général.
De 1971 à 1975, il est secrétaire particulier du président Mobutu. 
Le 1er septembre 1975, il est condamné à mort pour un soi-disant coup d'État monté et manqué. Il sera libéré à l'occasion du 49e anniversaire du Président Mobutu, après quatre ans et demi passés dans la prison de la Cité de l'OUA dans une cellule de 1 m de largeur et 2 m de longueur et 2,50 m de hauteur, sans lit ni table et chaise.  Le nom, OUA, de cette prison vient du changement autoritaire de destination des installations construites par Mobutu pour recevoir la réunion de l'OUA en 1967, transformées en une sinistre prison politique où le régime dictatorial de Mobutu commettait toutes les exactions possibles, une bien mauvaise utilisation du nom de l'OUA qui a perturbé les Congolais durant 30 ans. 
Rendu à la vie civile, il se lance dans la politique en 1992.

## Œuvre
- Coup monté et manqué:une voie de sanctification, éditions Shomo, 2005, 113 pages